# Charles Bouvard
Pour les articles homonymes, voir Bouvard.
Charles Bouvard, né à Montoire-sur-le-Loir en 1572, et mort le 22 octobre 1658, fut Premier médecin du roi.

## Biographie

### Famille et études
La famille de Charles Bouvard est native de Vendôme. Il devient docteur-régent de la Faculté de médecine de Paris en 1605, c'est-à-dire professeur. 

### Premier médecin du roi
Il officie comme professeur de médecine au Collège royal à partir de 1625.
En 1628 il est nommé premier médecin du roi Louis XIII, charge qu'il occupe jusqu'en 1643, et consécutivement Surintendant du Jardin royal des plantes médicinales. à l'origine de l'actuel Jardin des Plantes.  Il utilise sa connaissance des plantes pour créer des remèdes à base de fleurs ordinaires. Le roi meurt de ce qui est identifié aujourd'hui comme la maladie de Crohn, cependant que Bouvard lui infligea pendant les deux dernières années de sa vie 34 saignées, 1 200 lavements et 250 purges.
Charles Bouvard est anobli par Louis XIII en 1639. Selon ses contemporains,  il est un homme grincheux et renfrogné.

### Postérité
Son fils, Michel Bouvard, seigneur de Fourqueux, lui succède comme intendant du Jardin royal et y fait construire la première serre.  
Son fils et homonyme Charles Bouvard est pourvu en commende dès 1632 à 14 ans, alors qu'il est encore élève au Collège de Clermont, de l'abbaye de Saint-Florent lès Saumur. C'est néanmoins un abbé réformateur qui meurt des privations qu'il s'impose dès le 11 mars 1645 à l'âge de 28 ans. 
Au XVIIIe siècle, la famille comporte encore des médecins, comme Michel-Philippe Bouvard, docteur régent de la faculté de Paris. Dans la famille Bouvard de Fourqueux, plusieurs générations successives exercent une charge de conseiller au Parlement de Paris et sont procureurs de la Chambre des comptes, dont Michel I Bouvard de Fourqueux et son fils Michel Bouvard de Fourqueux.  

## Taxonomie et toponymie

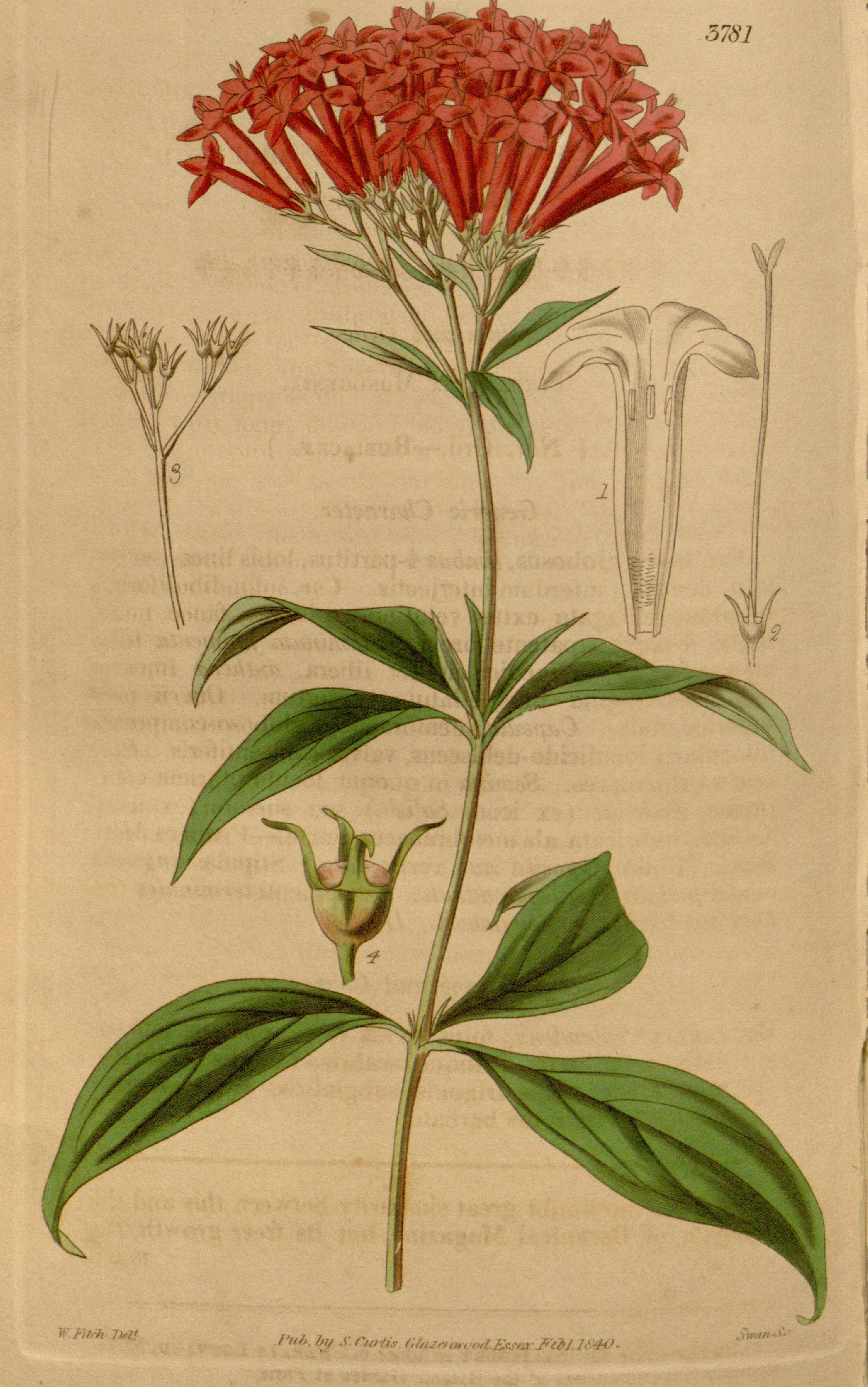
Bouvardia ternifolia

Son nom est associé à la plante Bouvardia ternifolia (en) (ordre des rubiales), et au Cap Bouvard, en Australie-Occidentale.
Une rue porte son nom, à Montoire-sur-le-Loir.
L'école primaire de Fourqueux porte son nom.

## Publications
- Description de la maladie, de la mort et de la vie de madame la duchesse de Mercœur, décédée en son château d'Anet le 6 sept. 1623., publié à Paris : J. Libert, 1624, notice n° : FRBNF30150427
- Historicae hodiernae medicinae rationalis veritatis @ rationales medicos, Publication : (S. l., 1655.), notice n° : FRBNF30150428